# Ежен Бозза
Ежен Бозза́ (фр. Eugène Bozza; 4 квітня 1905, Ніцца — 28 вересня 1991, Валансьєн) — французький композитор і диригент.
Закінчив Паризьку консерваторії по класах скрипки (1924), диригування (1930) і композиції (1934). Того ж 1934-го року Бозза одержав Римську премію за оперу «Легенда про Рукмани». З 1938 по 1948 він диригував у театрі Опера-комік в Парижі, потім одержав місце керівника Національної школи музики в Валансьєні, і займав цю посаду до 1975.
Спадщина композитора досить велика, однак у широких колах він відомий насамперед як автор характерних п'єс для духових інструментів[джерело?], відзначених мелодизмом, оригінальними гармоніями й гарним почуттям можливостей інструмента.

## Основні твори
Опери
- «Легенда про Рукмані» (1934)
- «Леонідас» (1947)
- «Беппо, або Смерть, який ніхто не хотів» (1963)
- «Герцогиня Ланже» (1967)

Балети
- «Римські свята» (1939)
- «Пляжні ігри» (1945)

Ораторії
- «Спокуса Святого Антонія» (1948)
- Два реквієми (1950, 1971)

Оркестрові твори
- Концерт для скрипки з оркестром (1937)
- Балада для тромбона з оркестром (1944)
- Прелюдія й пассакалія (1947)
- Симфонія (1948)
- Концертино для труби і камерного оркестру (1949)
- Концерт для фортепіано з оркестром (1955)
- Концерт для струнного тріо, духових, арфи й контрабаса (1955)
- Камерне концертино для флейти і струнних (1964)
- П'ять фрагментів для струнних (1970)
- «Урочиста меса Святої Цецилії» для мідних, литавр, органа і арфи

Камерні твори
- Струнний квартет
- Сонатина для флейти й фагота (1938)
- «Агрестид» для флейти й фортепіано (1942)
- Анданте й скерцо для квартету саксофонів (1943)
- Варіації на вільну тему для духового квінтету (1943)
- П'єса для контрабаса й фортепіано (1946)
- Сонатина для квінтету мідних інструментів (1951)
- Три п'єси для флейти, гобоя, кларнета й фагота (1954)
- «Літній день у горах» для чотирьох флейт (1954)
- Камерна симфонія для восьми духових
- Ричеркар для скрипки й віолончелі
- Французька сюїта для мідного квінтету
- Концертино для фортепіано й духових
- Камерне концертино для гітари і струнного квартету
- Дивертисмент для трьох фаготів й ін.
- Численні етюди для духових інструментів